# Ruth Amiran
Ruth Amiran (hebreu: רות עמירן; n. 1914 - 14 de dezembro de 2005) foi uma arqueóloga israelita cujo livro de 1970, "Ancient Pottery of the Holy Land: From Its Beginnings in the Neolithic Period to the End of the Iron Age" ("Cerâmica Antiga da Terra Santa: De Seus Princípios no Período Neolítico até ao final da Idade de Ferro") é uma referência regular para os arqueólogos que trabalham em Israel. Recebeu o Prémio de Israel em 1982.